# Євроатлантика.info
Сайт Євроатлантика.info — інтернет-видання, основним інформаційними напрямками якого є зовнішня політика, міжнародні відносини, та різні аспекти життя за кордоном.
Євроатлантика.info є проектом Інституту Євро-Атлантичного співробітництва. Сайт був створений задля об'єднання суспільства навколо широкого кола питань, що стосуються глобального світу, де Україна є частиною взаємозалежного та взаємодоповнюючого світу.
Головний редактор — політичний аналітик ІЄАС Володимир Горбач.

## Напрямки діяльності
- Щоденний огляд українських та зарубіжних інформаційних ресурсів та публікація новин, аналітичних статей, оглядів, релізів, інформації про програми навчання, стажування та волонтерської діяльності.
- Публікація авторських матеріалів на принципах громадської журналістики (non-profit journalism).
- Забезпечення доступу до документів, серед яких нормативні акти, доповіді, аналітичні звіти, результати моніторингу тощо.
- Публікація відеоматеріалів, фото про подорожі за кордоном.[2]

Мова видання — українська, англійська (на стадії розробки). Сайт Євроатлантика.info на 2016 рік не працює, натомість інформація з нього доступна за адресою ieac.org.ua [Архівовано 10 травня 2022 у Wayback Machine.].